# 트라베르셀라
트라베르셀라는 이탈리아 피에몬테주 토리노 광역시에 있는 코무네이다. 토리노에서 북쪽으로 약 50 킬로미터 (31 mi) 떨어져 있다.
트라베르셀라는 다음 코무네들과 경계를 이룬다: 폰트보세, 돈나스, 발프라토소아나, 퀸치네토, 론코카나베세, 타바냐스코, 브로소, 발키우사, 잉그리아, 프라시네토 및 카스텔누오보니그라.
프라치오네 폰도에는 폰도 다리가 있다.